# 十里河站 (北京市)
十里河站是一个位于中国北京市朝阳区十八里店地区东三环南路、左安路、大羊坊路交叉口十里河桥下方，属于北京地铁10号线、14号线与17号线的地铁换乘站。10号线部分已于2012年12月30日开通运营；而14号线部分于2015年12月26日开通，17号线部分于2021年12月31日随该线南段（本站至嘉会湖段）开通。是继西直门、东直门、宋家庄、国家图书馆之后，成为北京地铁的第五批三线换乘站（另外两座为草桥站及金安桥站）。

## 位置
十里河站位于东三环南路（西南－东北向）和左安路－大羊坊路（西北－东南向）相交的十里河桥。10号线和14号线车站均呈西南－东北向布置，17号线车站则沿大羊坊路呈西北－东南向布置。

## 结构
10号线、14号线和17号线均为地下车站，均采用岛式站台设计。10号线位于三环外，14号线位于三环内，两线站厅通过通道相连。三条线路共设10个出入口。

### 车站楼层
| 地面 |                                    | A—L出入口                                  |  |  |
| B1层 | 14号线站厅                         | 票务服务、自动售票机、一卡通充值           |  |  |
|      | 10号线站厅                         | 票务服务、自动售票机、一卡通充值           |  |  |
| B2层 |                                    | █ 14号线 往张郭庄（方庄）                  |  |  |
|      | 岛式站台，左侧开门                 |                                            |  |  |
|      |                                    | █ 14号线 往善各庄（北工大西门）            |  |  |
|      |                                    |                                            |  |  |
|      |                                    | █ 10号线 内环（分钟寺）                    |  |  |
|      | 岛式站台，左侧开门                 |                                            |  |  |
|      |                                    | █ 10号线 外环（潘家园）                    |  |  |
|      | 夹层                               | 17号线换乘10/14号线缓冲平台                |  |  |
| B3层 | 17号线站厅                         | 换乘通道、票务服务、自动售票机、一卡通充值 |  |  |
| B4层 |                                    | █ 17号线 备用站台，暂不使用                |  |  |
|      | 島式月台，进站列车右侧车门将会打开 |                                            |  |  |
|      |                                    | █ 17号线 往嘉会湖（周家庄）                |  |  |

### 站厅及换乘
十里河站10号线站厅位于东三环外，站厅西面为10号线与14号线间的双向换乘通道口，东面则为17号线至10号线的换乘通道口，乘客不可由此逆行前往17号线站厅。14号线站厅位于东三环内，东侧通过换乘通道与10号线站厅相连。
10号线和14号线换乘17号线均需通过站台下方的一条换乘通道前往位于地下三层的17号线站厅，17号线换乘10号线和14号线均需从17号线站厅西北侧上行至地下二层的缓冲平台，再上行至10号线站厅东侧。

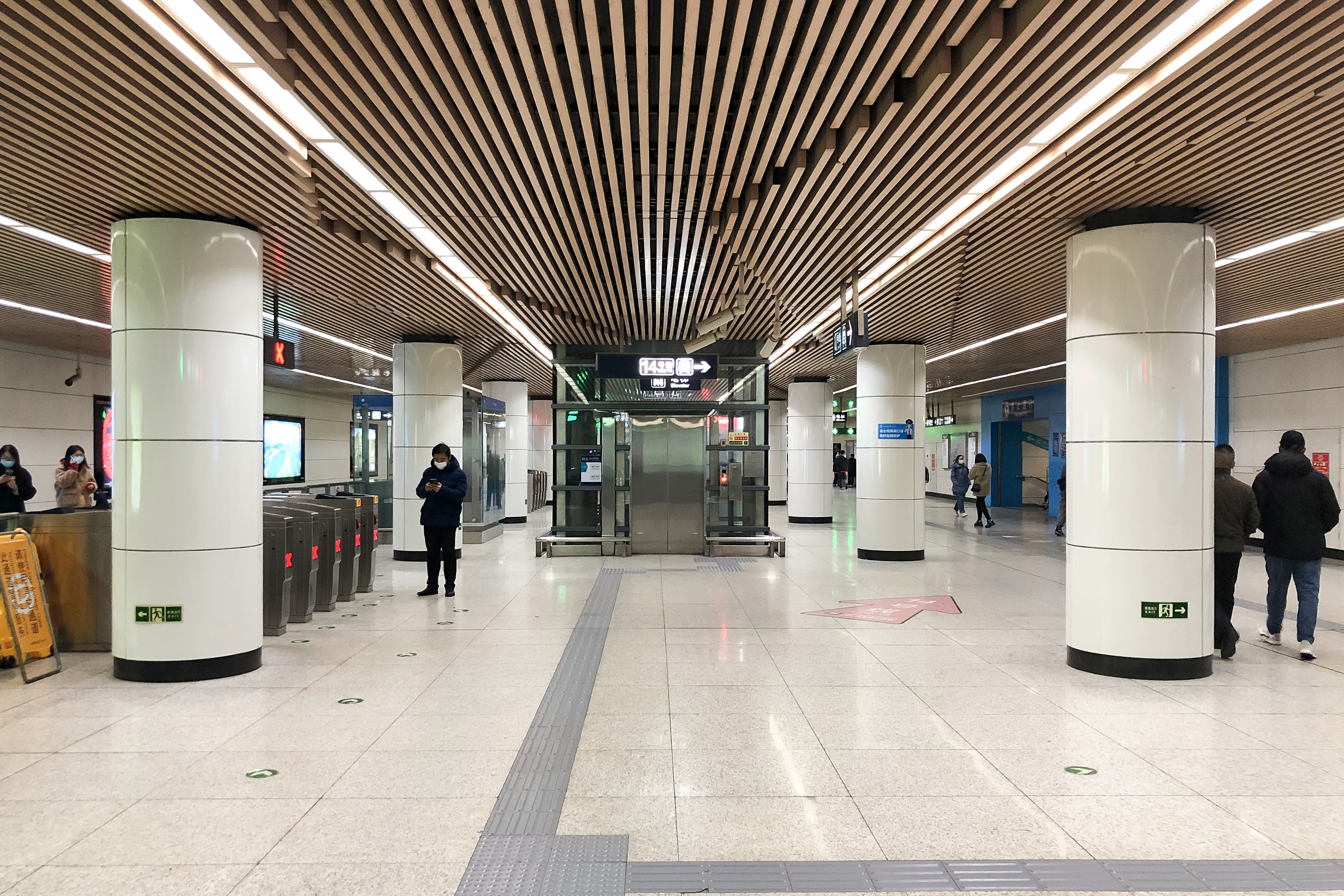
10号线站厅（2021年3月摄）
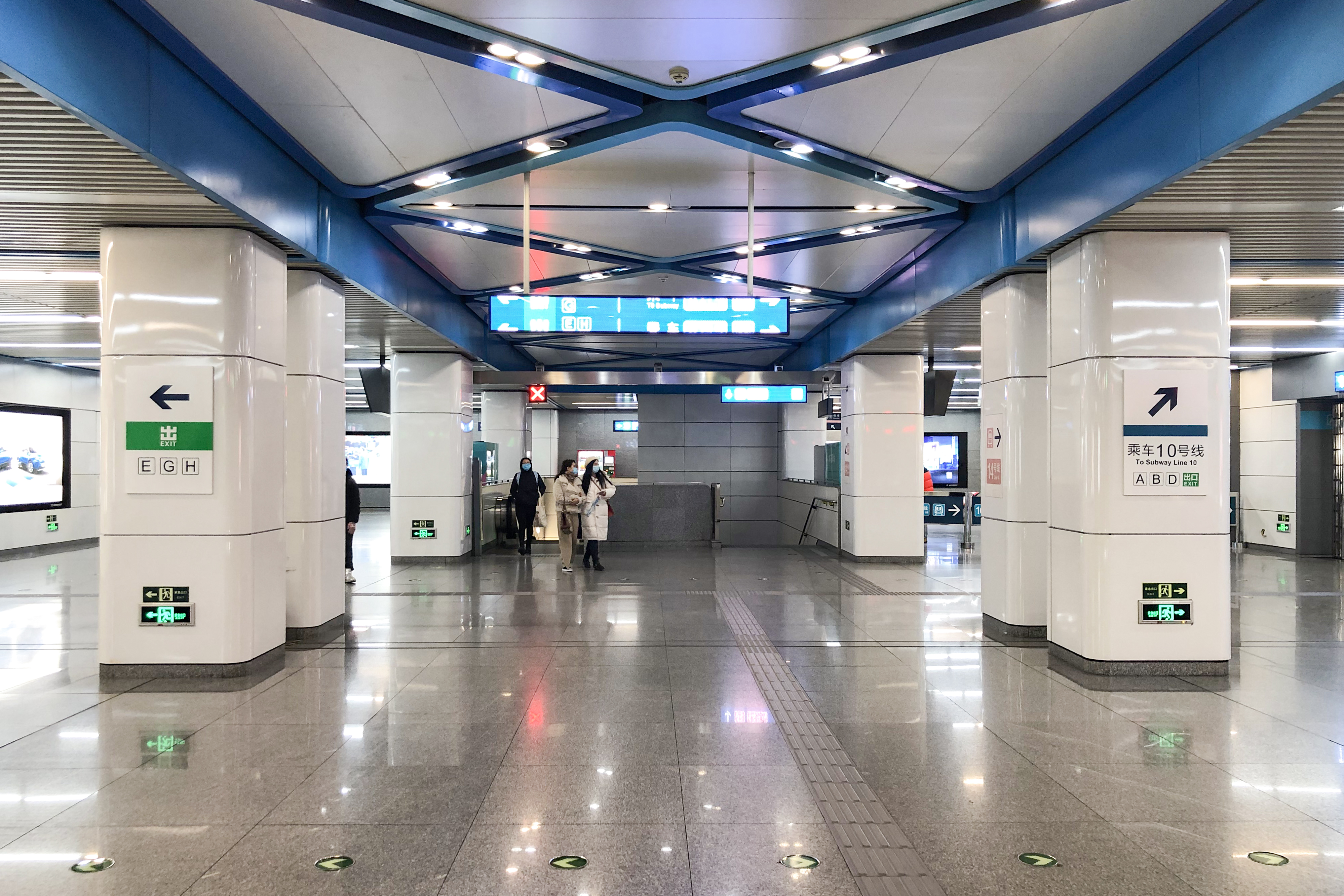
14号线南站厅（2021年3月摄）
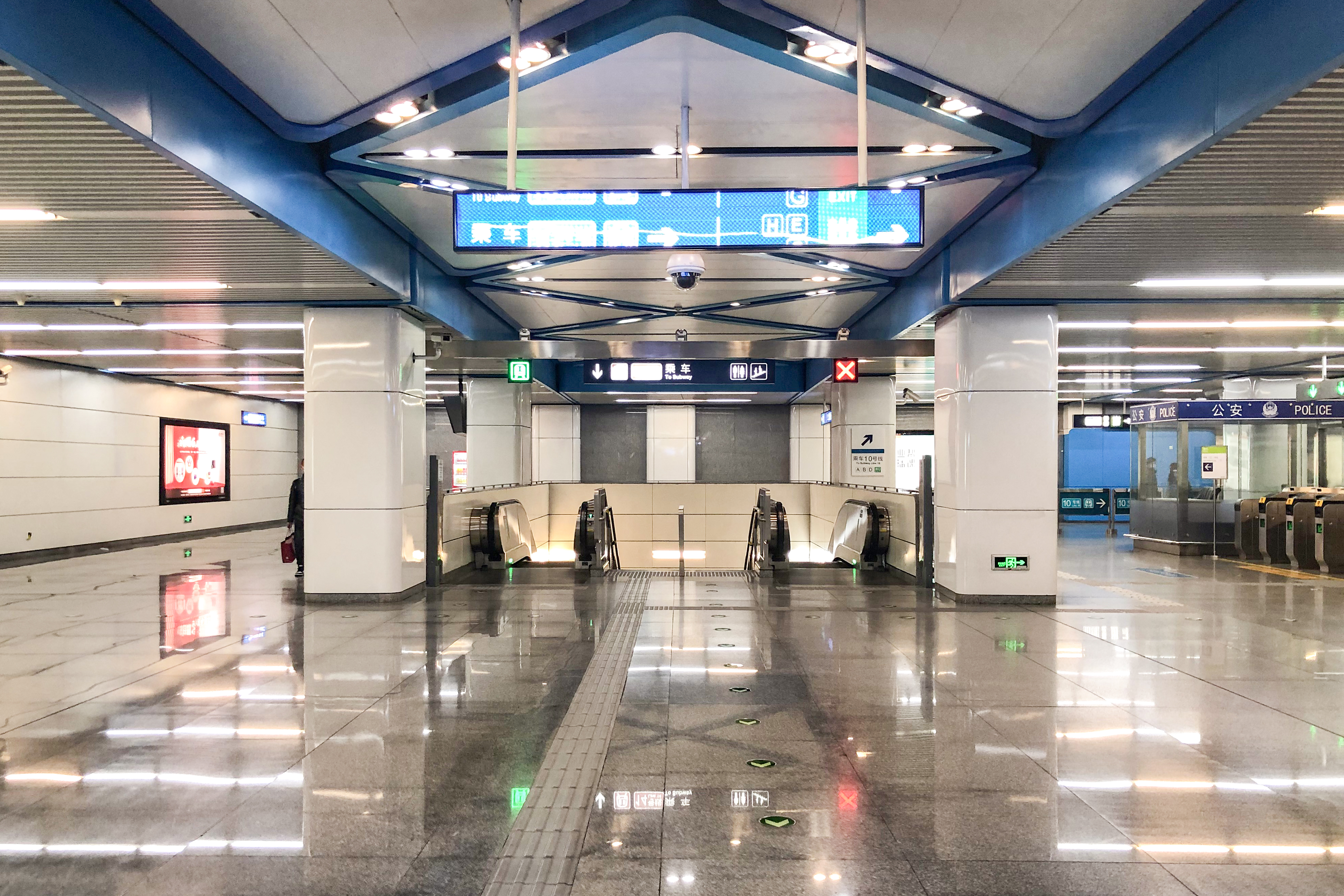
14号线北站厅（2021年3月摄）
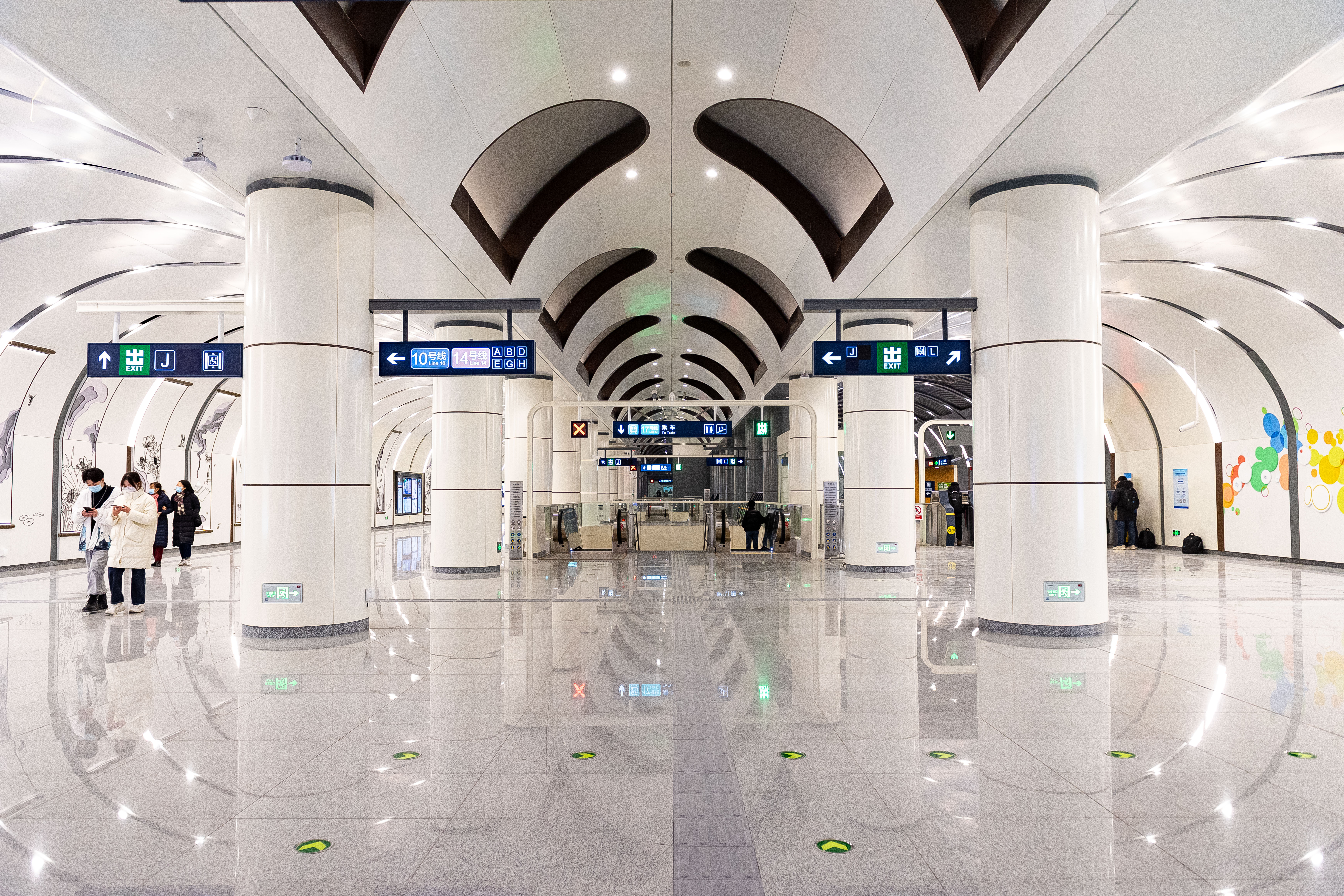
17号线站厅（2021年12月摄）
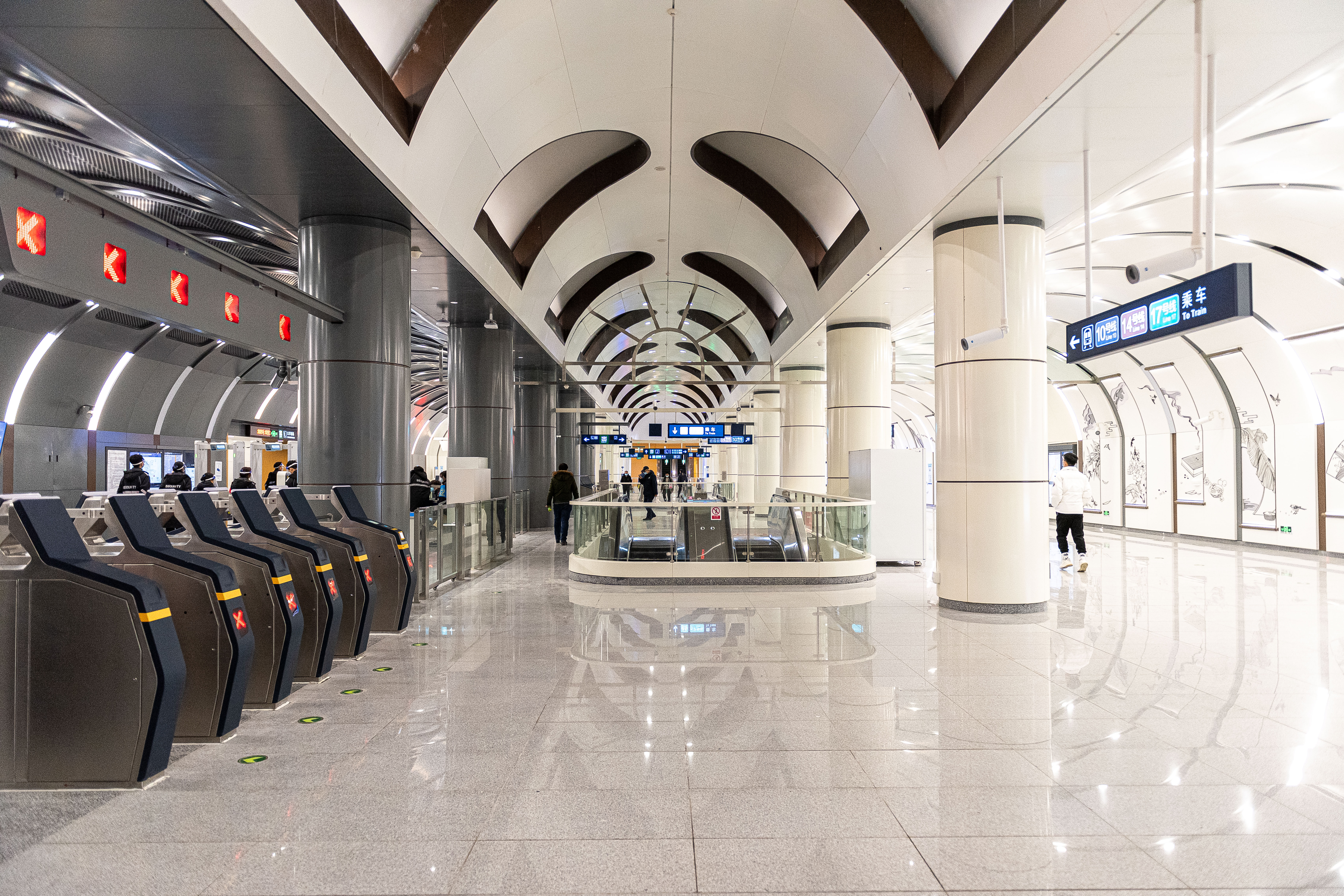
17号线站厅（2021年12月摄）

### 站台

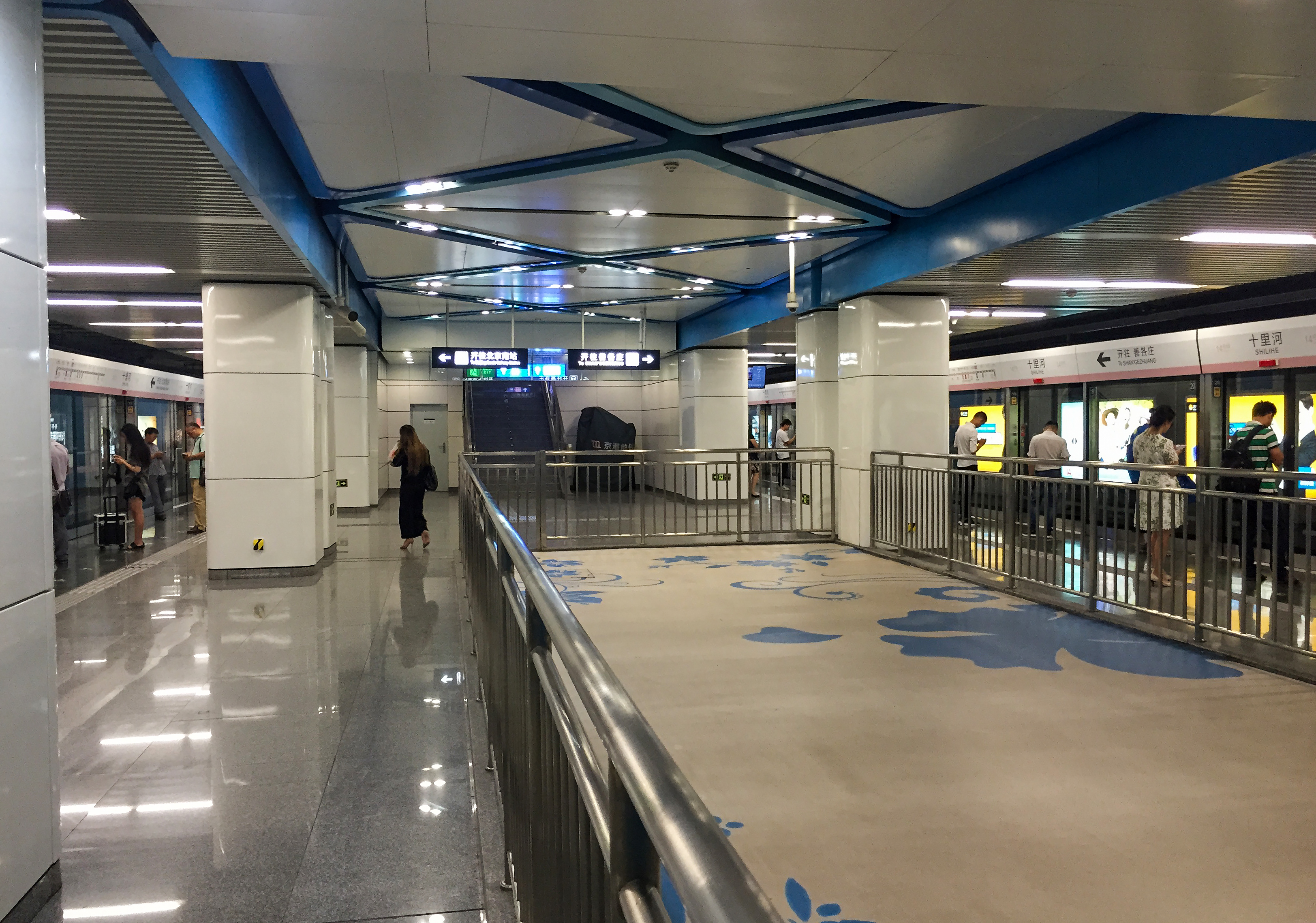
14号线十里河站站台上的预留换乘通道口（2017年6月摄）

10号线十里河站站台位于东三环南路东南侧地底，为岛式站台，设有通往17号线站厅的换乘口。14号线站台位于东三环南路西北侧地底，同为岛式站台，设有楼梯可直接向下换乘17号线。17号线位于大羊坊路地底，也是岛式站台，但由于列车在本站东侧实施站前折返，仅使用南面开往嘉会湖的路轨，列车进站后开启右侧车门，完成换端作业。

## 出入口
十里河站设有10个出入口，其中D口、G口和L口设有直梯（J口直梯暂未启用），且D口与G口在非付费区内通过一条单独通道相连。K1、K2出入口因外围施工，延期至2023年1月18日启用。
|                       |                          |                                                                                                  |      |            |
|                       |                          |                                                                                                  |      |            |
|                       |                          |                                                                                                  |      |            |
| 编号                  | 指示                     | 建议前往的目的地                                                                                 | 照片 | 无障碍设施 |
| 连通 10号线站厅       |                          |                                                                                                  |      |            |
| 出口 · A              | 弘燕南一路               | 首都图书馆、北京市方志馆                                                                         |      | 不適用     |
| 出口 · B              | 大羊坊路、吕营大街       | 十里河灯饰城、高和蓝峰、美联天地建材商城、高力国际灯具港                                         |      | 不適用     |
| 出口 · D · 升降机标志 | 东三环辅路               | 居然之家十里河店、国美电器、程田古玩城、家和家美家居商城、十里河天娇民俗文化城、雅园国际花卉市场 |      |            |
| 连通 14号线站厅       |                          |                                                                                                  |      |            |
| 出口 · E              | 左安路（北侧）           | 弘善东路、东三环路                                                                               |      | 不適用     |
| 出口 · G · 升降机标志 | 东三环路、左安路（南侧） | 雅园国际花卉市场、十里河天娇民俗文化城                                                           |      |            |
| 出口 · H              | 东三环路、左安路（南侧） | 程田古玩城、美联天地建材商城、居然之家十里河店                                                   |      | 不適用     |
| 连通 17号线站厅       |                          |                                                                                                  |      |            |
| 出口 · J · 升降机标志 | 大羊坊路（北侧）         |                                                                                                  |      |            |
| 出口 · K · 1          | 大羊坊路（南侧）         |                                                                                                  |      | 不適用     |
| 出口 · K · 2          | 大羊坊路（南侧）         |                                                                                                  |      | 不適用     |
| 出口 · L · 升降机标志 | 大羊坊路（南侧）         |                                                                                                  |      |            |
| 註： 設有             |                          |                                                                                                  |      |            |